# 各駅停車

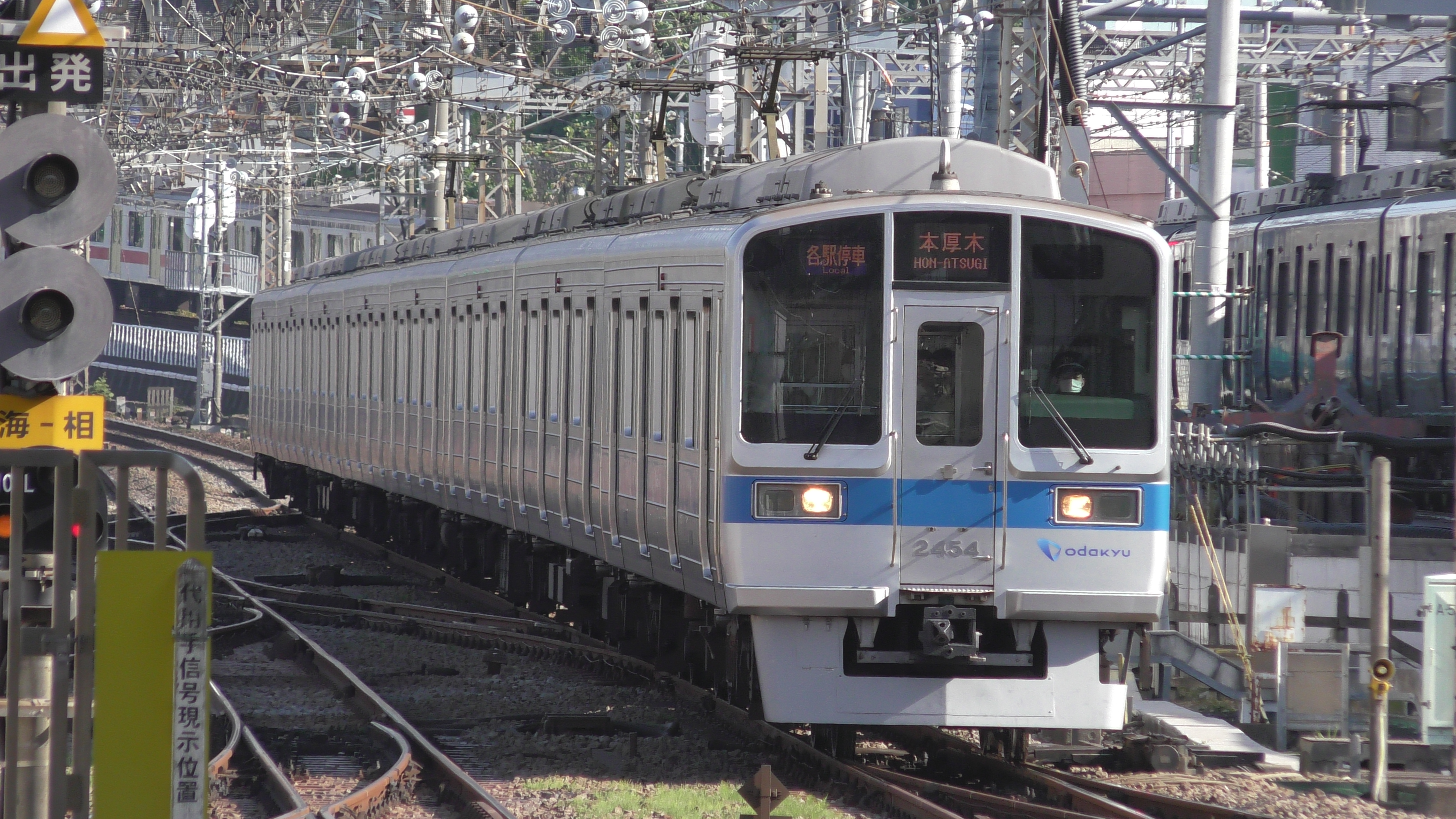
「各駅停車」を正式な種別名としている例
（小田急小田原線の各駅停車 2023年 海老名駅にて）

各駅停車（かくえきていしゃ）とは、行き先までの全ての駅に停車する列車を指す用語である。列車種別としている鉄道事業者もあり、一般的な略称は「各停」（かくてい）である。
旅客案内上のものを含む種別として用いている事業者には、東日本旅客鉄道（JR東日本）のほか、小田急電鉄、京王電鉄などがある。
新幹線においても、各駅に停車する「こだま」・「なすの」等の列車はしばしば「各駅停車」と案内される。
在来線の普通列車は、鈍行・鈍行列車とも呼ばれる。
路線バス（特に高速バス）でも、行き先までのすべてのバス停留所に停車する便を各駅停車と呼ぶことがある。
本項目では日本における事例について解説する。世界各国の事例については「普通列車#日本国外で普通列車に相当する列車種別」を参照されたい。

## 「各駅停車」と「普通（列車）」
以下この項において、「普通列車」は「普通」と表記する。

### 「各駅停車」＝「普通」の場合

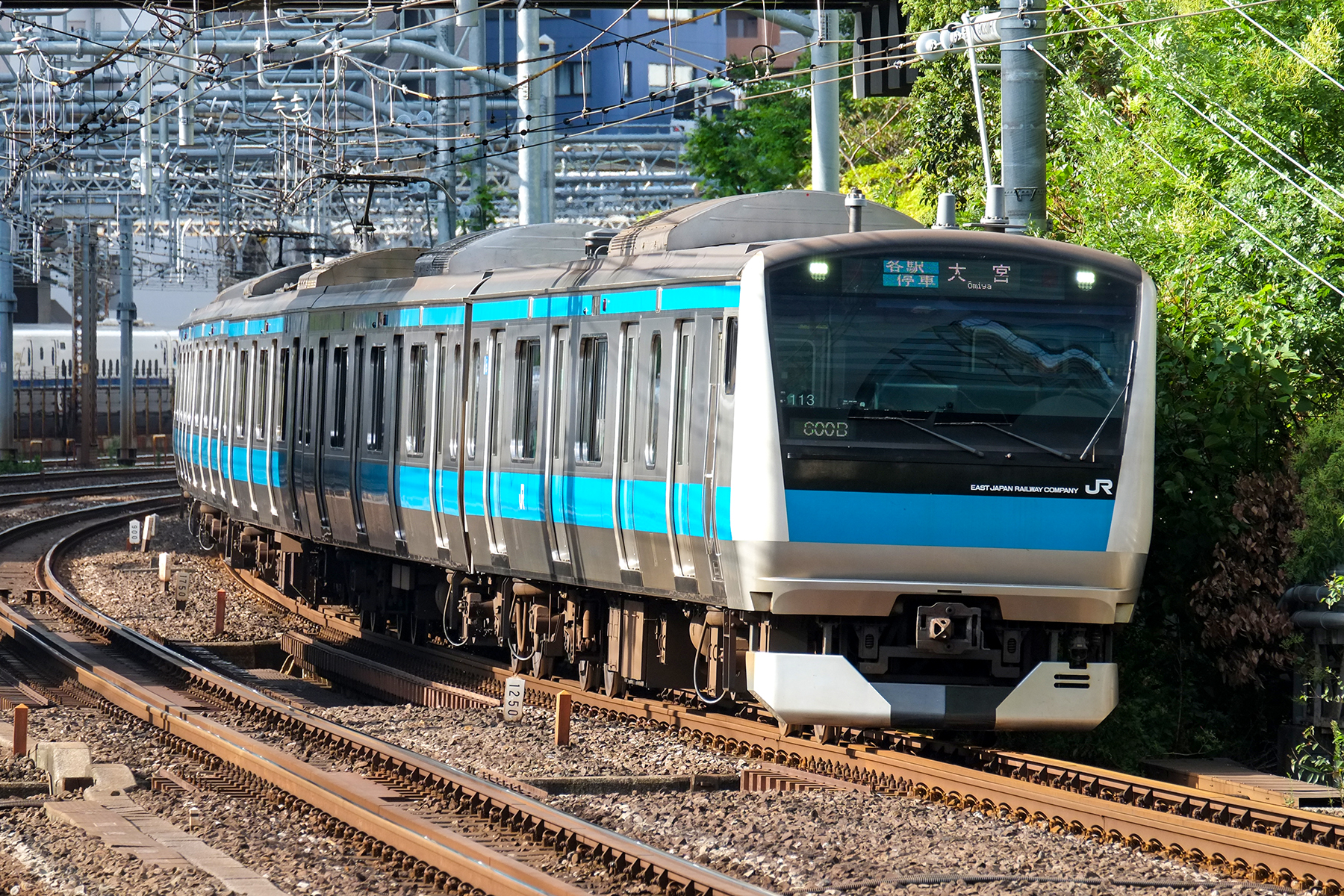
「各駅停車」の表示を掲示している例（京浜東北線）

新幹線を除き、旅客案内においてほとんどの場合、「各駅停車」と「普通」は同じサービスを指す用語である。また、各駅に停車する列車の種別としても、「各駅停車」または「普通」のいずれかが採用される。
中には、西武鉄道のように、かつては「普通」が正式種別名であったのを「各駅停車（各停）」（2008年〈平成20年〉6月14日改正以降）に改称した例もある。
なお、時刻表・行先表示等では「普通」であっても「各駅停車」と案内する事業者もある。JR東日本では千葉支社、大手私鉄では、京成電鉄、東武鉄道、近畿日本鉄道、京阪電気鉄道、阪神電気鉄道などが該当する。

### 複々線の場合
複々線区間において、方面や運行系統によって停車駅が異なる路線がある。

#### 「各駅停車」と「普通」を区別する例
JR東日本では、電車線を走る近距離電車に「各駅停車」、列車線を走る中距離列車に「普通」を使用しており、複々線区間では中距離列車は「普通」でも通過駅が設定されている路線がある。
- 常磐線と中央本線のうち東京の快速電車運行区間（常磐快速線・中央線快速運行区間）では、日本国有鉄道（国鉄）時代からの名残で、近郊形車両を使用した「普通」と、通勤形車両を使用した「各駅停車」が設定され、停車駅が異なっていた[5]。しかし、この案内は利用客にとって停車駅がわかりにくかったため、常磐線では「普通」の快速運行区間に限り「快速」と案内するように変更されている（「常磐快速線#「快速」への呼称統一」も参照）。また、上野駅 → 品川駅間では、上野東京ラインの開業直後において常磐線快速電車を「各駅停車」、常磐線中距離列車と宇都宮線・高崎線からの列車を「普通」として案内していた。中央線快速 立川 - 高尾間では2024年（令和6年）現在においても「普通」と「各駅停車」の案内が並存している（種別としての各駅停車の運行は2020年〈令和2年〉3月でなくなったが、下りでは快速運行区間終了後は「各駅停車」と案内しているため）。

南海電気鉄道では難波 - 岸里玉出間の複々線区間において、東側2線を走行して今宮戎駅・萩ノ茶屋駅に停車する高野線の列車を「各停（各駅停車）」、西側2線を走行してプラットホームがない今宮戎・萩ノ茶屋を通過する南海本線の列車を「普通（普通車）」と使い分けている。以前は東側2線を経由する南海本線各駅停車、東側2線を経由するものの両駅に停車しない高野線普通が存在していたため、南海本線を走る普通の停車駅案内では、下りの場合で「新今宮、天下茶屋と、天下茶屋から先は各駅に停まります」（上りはその逆「天下茶屋までの各駅と新今宮に停まります」）と案内していた。

#### 種別を区別しない例
複々線であっても種別が区別されない路線もある。
- 西日本旅客鉄道（JR西日本）福知山線（JR宝塚線）では、大阪駅を発着する列車のみ塚本駅を通過するが、停車する列車との種別の区別はしておらず、双方とも種別は「普通」を使用している[8]。

- 阪急電鉄の京都本線・宝塚本線・神戸本線は線路別三複線で並行（路線上は重複区間）しており、途中の中津駅は京都本線のみホームがないが、特に種別の呼び分けはしていない[9]。

- 複々線化以前の近鉄大阪線・奈良線の大阪上本町駅 - 布施駅間では、大阪線の各駅停車が今里駅を通過していたが、今里に停車する奈良線の各駅停車と使い分けられていなかった。

- 東急電鉄の大井町線の各駅停車は、二子玉川駅 - 溝の口駅間の複々線において、外側の線路にのみホームがある二子新地駅と高津駅に停車するものを青色で、通過するものを緑色で表示することで区別している（後述参照）。

## 緩行（緩行線）
運行系統としては快速または急行に対して「緩行」（かんこう）あるいは「緩行線」（かんこうせん）と呼ぶことがあり、「常磐緩行線」、「中央・総武緩行線」、「京阪神緩行線」などとして使用する場合がある。
なお、運行系統が快速線と分離されている常磐線（常磐快速線）、中央本線（中央線快速）、総武本線（総武快速線）の各緩行線について、報道やテレビ等の交通情報では「各駅停車」ではなく「普通電車」と表現されることがある。ただし、中距離普通列車についても「普通電車」という表現が用いられることもある（系統としての中距離列車は単に「○○線」とされることが多い）。

## 案内の状況
各駅停車しかない路線の場合、種別名を冠さず単に「○○行き」とのみ案内されることもある。
他社線と直通運転を行っている場合、JR東日本中央・総武線各駅停車、東京地下鉄（東京メトロ）千代田線、半蔵門線、都営地下鉄浅草線など、自社線内のすべての駅に停車する列車でも乗り入れ先の種別で案内することがある。
東海旅客鉄道（JR東海）の東海道線 (名古屋地区)の快速、西武鉄道、近畿日本鉄道、小田急小田原線の急行、中央線快速、京浜東北線など、途中駅から先は各駅に停車する場合、それ以降の区間の種別案内を「普通」または「各駅停車」に変更する路線もある。これとは逆に、各駅に停車する区間であっても種別を変更せず案内する路線もある。
関西の大手私鉄の大半は、案内放送では「各駅停車」を用いるが、方向幕や路線図をはじめとする視覚的案内では一貫して「普通」と称している。過去の慣行として各種別を「○○車」と呼称していたことから、山陽電気鉄道では案内放送などは「普通車」と呼称している。関東でも京浜急行電鉄や北総鉄道（駅自動放送時）においては「普通」の呼称を用いている。また、名古屋鉄道や近畿日本鉄道の名古屋輸送統括部管内では基本的に「各駅停車」という呼称を用いず、「普通」または「普通電車」の呼称を用いている。さらに京成電鉄においても、車内でのタブレット放送においては「普通」と案内される。
非常に短い区間をピストン輸送のような形で運行されるものは「シャトル」と呼ばれることがあり、関西空港線および愛知環状鉄道線で使用されている。鉄道業界内の専門用語ではこのような列車のことをチョン行（ちょんいき/ちょんこう）という。

### 時刻表での「各駅停車」
『JR時刻表』（交通新聞社）など、冊子の時刻表においては電車特定区間内の掲載列車を快速などの一部列車に限定している線区がある。こうした線区では各駅停車は運行区間が限定されている場合が多いが、早朝・深夜などには例外的に全区間にわたって、または通常の運行区間を越えて各駅停車で運行する列車もあり、「各駅停車」と付すことで駅の記載自体が省略されている通過駅にも停車する列車であることを表している。
- 中央線快速（JR東日本） - 『MY LINE 東京時刻表』において、早朝・深夜に東京・中野 - 武蔵小金井・立川・豊田・高尾・大月間および青梅線に直通する（御茶ノ水駅 - 三鷹駅間で緩行線を経由する）各駅停車に注記があった[14]。2020年（令和2年）3月14日のダイヤ改正で、当該列車は消滅した。
また、武蔵小金井・立川・豊田 - 高尾・大月間のみを運行し、通過駅もなく案内上も各駅停車であるが、列車種別上は「快速」という電車もある。これらは事実上各駅停車であるが注記はなく、逆に中央本線（電車特定区間を外れる大月駅発着）や青梅線に直通する電車は、直通線区のページに「快速」の種別表示がある。
- 東海道本線・山陽本線（JR西日本の琵琶湖線・JR京都線・JR神戸線、いわゆる京阪神緩行線） - 普通（各駅停車）の通常の運行区間は京都駅 - 西明石駅間だが、朝時間帯に草津駅と加古川駅を発着する普通に注記がある。
- 関西本線（JR西日本の大和路線） - 普通の通常の運行区間は王寺駅（一部奈良駅） - JR難波駅間だが、早朝・深夜に数本ある加茂発着の普通に注記がある。なお、それ以外の加茂駅を始発・終着とする列車はすべて快速系統である。

## 各駅停車の通過駅
名前のとおり、各駅停車は「各駅（＝全ての駅）に停まる列車」であることを強調した存在であるが、例外として通過駅がある場合もある。なお、本項での線名は運行系統としての名称である。

### JR

#### 埼京線
山手線との並走区間である大崎 - 池袋間において、山手貨物線を走行する埼京線のホームは大崎駅・恵比寿駅・渋谷駅・新宿駅・池袋駅にしかなく、それ以外の途中の駅は各駅停車でも通過となる。なお、同区間では湘南新宿ラインの「普通列車」も運行されており、同様に大崎駅・恵比寿駅・渋谷駅・新宿駅・池袋駅以外には停車しない。

#### 相鉄線直通列車
相鉄線直通列車の大崎 - 羽沢横浜国大間は、全列車が「各駅停車」として案内され、横須賀線・湘南新宿ラインと並走しているが、新川崎駅および鶴見駅には停車しない。これは走行する品鶴線の貨物列車用線路と東海道貨物線に2駅のホームがないためである。

#### 上野東京ライン（東海道線 - 常磐線）
日暮里 - 東京 - 品川間において、列車線（上野東京ライン）は上野駅・東京駅・新橋駅・品川駅にしかホームがない（日暮里駅ホームは常磐線のみ）が、先に快速運行区間がある列車を除き「普通（列車）」であるが、常磐線快速電車の品川行きは「快速（電車）」として運行する（当初は後者を「各駅停車」と案内していた）。なお、同様に快速として運行する常磐線列車（中距離列車）の品川行きは、上野 - 品川間は「普通」と案内する。上記の埼京線と湘南新宿ラインの例と同様、停車駅が同一でも「（近距離）電車」か「（中距離）列車」かにより種別を区別している。この区間では電車線の山手線・京浜東北線も並走し、山手線電車・京浜東北線の各駅停車および快速電車も運行されているが、同じ近距離電車でもそれぞれの種別と停車駅がいずれも一致していない。
なお、過去に国鉄常磐線の各駅停車が上野駅を始発・終着としていた頃（当時、上野 - 取手間を運行）は、上野 - 日暮里間にある鶯谷駅にホームがなかったため（これは現在も同じ）、同駅は各駅停車を含めてすべて通過していた（正確には山手線・京浜東北線のみの駅である）。

#### JR宝塚線（福知山線）
JR宝塚線（福知山線）の大阪発着の列車は通勤形電車使用の列車を含めて塚本を通過することは前記した。なお、2003年（平成15年）11月28日まではJR京都線直通にも同様の列車が設定されていた。

#### 飯田線
飯田線は、豊川以北に直通する普通列車の大半は複線区間でホームがあるにもかかわらず、船町駅と下地駅を通過する。

### 私鉄

#### 東急電鉄
東急大井町線の二子新地駅と高津駅を通過する各駅停車（種別表示が緑）と、停車する各駅停車（種別表示が青）が存在する。路線図では「一部の各駅停車が停車」、駅のLED表示や車内放送では「二子新地・高津にはとまりません」と案内されている。もともと両駅は大井町線ではなく田園都市線の駅であり、種別表示が緑の各駅停車（二子新地駅・高津駅通過）が走行する大井町線の線路には両駅のホームが設けられていないためである。種別表示が青の各駅停車（二子新地駅・高津駅停車）は、二子玉川 - 溝の口間を田園都市線の線路に転線して走行する。この手法は既述の南海高野線の「各駅停車」と南海本線の「普通」との関連とほぼ同一であるが、南海と違い東急では種別名を分けていない。

#### 京王電鉄
京王線の新宿 - 笹塚間には複々線部分としての京王新線があるが、両駅間にある初台駅・幡ヶ谷駅は新線のみの駅であるため、京王線系統（以下「本線」）の各駅停車は京王線新宿駅の次は笹塚に停まる。そのため、本線としては両駅を通過していることになる。

## 英語案内における違い
各駅停車と普通列車の英語案内は「Local Train」あるいは「Local Service」となっている。そのため、複々線区間のすべての駅に停まらない普通列車を「Local」として案内するケースが存在する。
また、相模鉄道では各駅停車を「Local」と自動放送で案内する。
東京メトロの自動放送・車内案内では、直通する他社線内のみを優等種別で運行する場合も自社線内からその種別で案内するが、英語の自動放送・車内案内では一切放送・表示しない。
また、阪急京都本線に直通するOsaka Metro堺筋線の準急高槻市行きも同様で、「This train is bound for Takatsuki-shi.」としかアナウンスされない。

### JR東日本の電車特定区間における英語案内
E531系・E231系などの英語自動案内放送では、中距離の「普通」（通過駅あり）を「Local train」（普通列車/各駅停車列車）、「各駅停車」（系統の区別を要するもののみ）を「Local service」（各駅停車）で表記していた。以前の中距離の普通では、通過していた南千住駅・三河島駅利用客への乗換も「Joban Line Local service」（常磐線各駅停車）と表記していた（2015年〈平成27年〉3月14日以降特別快速から上野方面快速への乗換案内のみ「Joban line local service」が使われている）。
E531系普通での自動放送は「常磐線 ○○行（Joban Line train (bound) for ○○.）」と、各駅停車を意味する「Local」の語を避けている。常磐線中距離の普通は上野 - 取手間で「快速」と案内しているが、英語案内では「快速」を意味する「Rapid」も避けている。ただし、品川 - 取手間で「快速運転を致します」という独特な案内がある。
その後、JR東日本で導入した自動放送でも、他線区でも基本種別の場合は普通列車・各駅停車の区別なく、「○○ line train for ●●」としている。
また、中央・総武線各駅停車を「Chuo Line & Sobu Line (Local train)」としているほか、常磐線・中央本線の中距離電車は単に「Joban Line」・「Chuo Line」と、快速線は線区名に続き (Rapid service) という表記になっている。また、松戸駅には「Middle Distance」（中距離）と表記していた例もあった。

## 新幹線の各駅停車
JRの各新幹線にも各駅停車の列車は存在するが、あくまでも「新幹線の全ての駅に停車する列車」であり、列車種別上は全列車特別急行列車である。したがって、乗車する際は乗車券のほかに新幹線特急券も必要であり、各駅停車であっても「普通列車」ではない。なお、案内放送や発車標では、英語で新幹線を示す"Superexpress"と案内されている。
新幹線で各駅停車となる列車は路線ごとに以下の列車となる。
- JR東海・JR西日本
  - 東海道新幹線・山陽新幹線 - 「こだま」
- JR東日本・JR西日本
  - 北陸新幹線 - 「はくたか」、「あさま」（東京 - 長野間）、「つるぎ」（富山 - 金沢間）
- JR東日本
  - 東北新幹線 - 「はやて」（1往復のみ設定されている）、「やまびこ」（200号台、一部列車は白石蔵王駅を通過）、「なすの」
  - 上越新幹線 - 「とき」（400号台、一部列車は本庄早稲田駅を通過）、「たにがわ」（スキーシーズンの臨時列車は一部の駅を通過）
- 九州旅客鉄道（JR九州）
  - 九州新幹線 - 「つばめ」

この他、新幹線車両を使用する博多南線（一部山陽新幹線直通）や上越線ガーラ湯沢支線（上越新幹線直通、冬期のみ）が、在来線特急列車として各駅停車で運行している（そもそもこの区間では途中駅が存在しない）が、この場合も乗車券のほかに特定特急券も必要である。